# Stubbekøbing Sogn
Stubbekøbing Sogn er et sogn i Falster Provsti (Lolland-Falsters Stift).
Maglebrænde Sogn hørte til Falsters Nørre Herred i Maribo Amt. I 1800-tallet var sognet anneks til Stubbekøbing Sogn, der lå i Stubbekøbing Købstad, som kun geografisk hørte til herredet. Stubbekøbing Købstad blev ved kommunalreformen i 1970 kernen i Stubbekøbing Kommune, der ved strukturreformen i 2007 indgik i Guldborgsund Kommune.
I Stubbekøbing Sogn ligger Stubbekøbing Kirke.
I sognet findes følgende autoriserede stednavne:
- Fribrødreå (vandareal)
- Stubbekøbing (bebyggelse, ejerlav)